# Еттенштатт
Еттенштатт (нім. Ettenstatt) — громада в Німеччині, розташована в землі Баварія. Підпорядковується адміністративному округу Середня Франконія. Входить до складу району Вайсенбург-Гунценгаузен. Складова частина об'єднання громад Еллінген.
Площа — 15,84 км2. Населення становить 856 ос. (станом на 31 грудня 2020).